# Eusarca
Eusarca is een geslacht van vlinders van de familie spanners (Geometridae), uit de onderfamilie Ennominae.

## Soorten
- E. aspilataria Warren, 1906
- E. axona Druce, 1892
- E. confusaria Hübner, 1806
- E. lobana Dognin, 1899
- E. nexilinea Warren, 1906
- E. nubilata Bastelberger, 1908
- E. parallelaria Warren, 1897
- E. snellenaria Dognin, 1890